# كاستيلكير
بلدية كاستيلسير (بالكاتالانية: Castellcir) هي إحدى بلديات مقاطعة برشلونة، والتي تقع في منطقة كاتالونيا، شرق إسبانيا.
يبلغ عدد سكانها 584 نسمة وفقاً لإحصائية سنة (2007).